# Chińskie twierdzenie o resztach
Chińskie twierdzenie o resztach – jedno z podstawowych twierdzeń w teorii liczb, które mówi, że dla dowolnych parami względnie pierwszych liczb naturalnych {\displaystyle n_{1},n_{2},\dots ,n_{k}} oraz dowolnych liczb całkowitych {\displaystyle y_{1},y_{2},\dots ,y_{k}} istnieje liczba całkowita {\displaystyle x_{0}} spełniająca układ kongruencji
{\displaystyle {\begin{aligned}x&\equiv y_{1}{\pmod {n_{1}}}\\x&\equiv y_{2}{\pmod {n_{2}}}\\&\,\,\,\vdots \\x&\equiv y_{k}{\pmod {n_{k}}}.\end{aligned}}}
Ponadto, jeśli liczba {\displaystyle x_{o}\in \mathbb {Z} } spełnia powyższy układ, to liczba {\displaystyle x_{1}\in \mathbb {Z} } spełnia ten układ wtedy i tylko wtedy, gdy
{\displaystyle x_{1}\equiv x_{0}{\pmod {n_{1}n_{2}\cdots n_{k}}}.}
Nazwa twierdzenia związana jest z chińskim matematykiem Sun Zi, który około roku 100 naszej ery rozwiązał problem znajdowania tych liczb całkowitych, które przy dzieleniu przez 3, 5 oraz 7 dają odpowiednio reszty 2, 3 i 2.

## Algorytm rozwiązywania układu kongruencji
Istnieje algorytm obliczania {\displaystyle x} na podstawie takiego układu równań.
Mianowicie, niech
{\displaystyle M=n_{1}\cdot n_{2}\cdot n_{3}\cdot \ldots \cdot n_{k}}
oraz {\displaystyle M_{i}=M/n_{i}(i\leqslant k).} Wówczas na podstawie założenia {\displaystyle n_{i}} oraz {\displaystyle M_{i}} są względnie pierwsze, tzn. korzystając z rozszerzonego algorytmu Euklidesa istnieją takie liczby całkowite {\displaystyle f_{i},g_{i}(i\leqslant k),} że
{\displaystyle f_{i}n_{i}+g_{i}M_{i}=1.}
Niech {\displaystyle e_{i}=g_{i}M_{i}(i\leqslant k).}
Wówczas
{\displaystyle e_{i}\equiv 1\ ({\bmod {\ }}n_{i})}
oraz
{\displaystyle e_{i}\equiv 0\ ({\bmod {\ }}n_{j})}
gdy {\displaystyle j\neq i.}
Wtedy {\displaystyle x} zdefiniowany wzorem
{\displaystyle x=\sum _{i=1}^{k}y_{i}e_{i}}
spełnia powyższy układ kongruencji, jest to jedno z rozwiązań – pozostałe różnią się o wielokrotność {\displaystyle M.}

### Przykład
Dany jest układ kongruencji:
{\displaystyle x\equiv 3\ ({\bmod {4}}),}
{\displaystyle x\equiv 4\ ({\bmod {5}}),}
{\displaystyle x\equiv 1\ ({\bmod {7}}).}
Używając metody generowania kolejnych wielokrotności (która jest mało wydajnym algorytmem, aczkolwiek prawdopodobnie najlepszym do obliczania ręcznie):
Ogólne rozwiązanie pierwszego równania to {\displaystyle 3+4t}
Znajdujemy najmniejsze takie {\displaystyle t,} że {\displaystyle x=3+4t} spełnia drugie równanie:
{\displaystyle 3(0),7(1),11(2),15(3),19(4).}
Najmniejsze takie {\displaystyle t} to {\displaystyle 4.}
Z dwóch pierwszych równań otrzymujemy zatem kongruencję {\displaystyle x\equiv 19({\bmod {2}}0).}
Ogólne rozwiązanie dwóch pierwszych równań to {\displaystyle 19+(4\cdot 5)k.}
Znajdujemy najmniejsze takie {\displaystyle k,} że {\displaystyle x=19+20k} spełnia trzecie równanie:
{\displaystyle 19(0),39(1),59(2),79(3),99(4).}
Czyli najmniejsze rozwiązanie to {\displaystyle 99,} a ogólne {\displaystyle 99+(4\cdot 5\cdot 7)r.}

## Uogólnienie
Niech {\displaystyle R} będzie pierścieniem przemiennym z jedynką, a {\displaystyle I_{1},I_{2},\dots ,I_{n}} jego ideałami. Jeśli są one parami względnie pierwsze, tj.
{\displaystyle I_{i}+I_{j}=R,\;(i\neq j,\,i,j\leqslant n),}
to naturalny homomorfizm
{\displaystyle \phi \colon R\to R/I_{1}\times R/I_{2}\times \ldots \times R/I_{n}}
zdefiniowany przez warstwy elementu względem ideałów
{\displaystyle \phi (a)=(a+I_{1},a+I_{2},\dots ,a+I_{n})}
jest epimorfizmem.
Wersja dla liczb wynika z zastosowania twierdzenia do pierścienia liczb całkowitych, będącego pierścieniem ideałów głównych.

## Literatura dodatkowa
- Donald Knuth: The Art of Computer Programming, Volume 2: Seminumerical Algorithms. Addison-Wesley, 1997. ISBN 0-201-89684-2.